# Ciriaco Cascajo
Ciriaco Cascajo Ruiz (Luque, provincia de Córdoba, 1878-Córdoba, 3 de mayo de 1953) fue un militar español, destacado por su participación con los sublevados en julio de 1936 en la ciudad y provincia de Córdoba, y también por la represión posterior que emprendió sobre el territorio.

## Biografía
Ingresó en la Academia de Artillería en el año 1895. Fue un militar africanista, cuando se produjo el golpe de Estado que dio lugar a la Guerra Civil era coronel, comandante militar de Córdoba y estaba al mando del Regimiento de Artillería Pesada n.º 1. Ya en octubre de 1934, siendo comandante militar de Córdoba, intervino en la cuenca minera de Peñarroya-Pueblonuevo para poner fin a los intentos de huelga obrera.
Desde que tuvo conocimiento de la sublevación se posicionó en favor de los golpistas, siendo la cabeza visible de los mismos en la zona. Tras contactar con Gonzalo Queipo de Llano, la tarde del 18 de julio se proclamó el estado de guerra en Córdoba y su provincia. Se obligó a que se leyera el bando de guerra ante la tropa del cuartel de artillería formada para la ocasión. Al acto acudieron un centenar de miembros de la derecha política cordobesa (terratenientes, jóvenes falangistas y tradicionalistas) que, rápidamente, se organizaron en grupos de apoyo con las armas que portaban o las que se repartieron entonces. En la tarde del mismo día llamó al gobernador civil, Antonio Rodríguez de León, comunicándole su cese y que había declarado el estado de guerra, por lo que iba a ocupar los edificios oficiales. Ante la tímida resistencia de algunos miembros del Frente Popular que presionaron al gobernador para que no se rindiese, ordenó el bombardeo del Gobierno Civil, tras el cual aseguró el dominio completo de la ciudad antes de finalizar el día. La fácil conquista de la capital cordobesa contrastó con la situación en el resto de la provincia, que en su mayor parte permaneció fiel a la República.
Mantuvo el puesto de gobernador militar con los sublevados, aunque no participó en operaciones militares fuera de la ciudad. Durante los tres años de guerra fue la máxima autoridad militar y bajo su mando fueron fusiladas miles de personas de tendencia republicana.  En el mes de agosto, cuando el General Miaja intentó conquistar la ciudad, amenazó con fusilar a la familia del militar republicano, que se hallaba presa allí. El hijo del general sublevado Cabanellas, Guillermo Cabanellas, llegó a decir de él:

[era] hábil y sanguinario en la represión, pero tímido, vacilante y falto de condiciones militares para la guerra [...] Desde la primera hora sumerge a Córdoba en un baño de sangre que habría de durar largos días e interminables noches. El suyo es un raro problema de clínica mental.
Guillermo Cabanellas, La Guerra de los mil días

Durante la contienda la represión en Córdoba alcanzó unas elevadas cotas de mortandad, llegando algunos a autores a hablar de unos 9000 o 30 000 fusilados por las fuerzas sublevadas. En la zona republicana incluso se le llegó a atribuir a Cascajo la responsabilidad en el asesinato del poeta Federico García Lorca. Hasta 1938, Cascajo se dirigió la represión franquista en la capital cordobesa. No obstante, en la represión contó con la colaboración de Luis Zurdo Martín y Bruno Ibáñez Gálvez, que fueron nombrados delegados de Orden público, respectivamente. Se llegó a realizar una colecta popular en la ciudad cordobesa para la edificación de un chalet en "agradecimiento" por sus servicios al frente del Gobierno civil. Al final de la guerra recibió numerosos homenajes y fue ascendido a general de Brigada. 
El 23 de noviembre de 1941 le fue concedida la gran cruz de la Orden de San Hermenegildo.

### Pie de página
1. ↑  Blanco Escolá, 2005, p. 126.
2. ↑  García Parody, 2009, p. 112.
3. ↑  Aróstegui, 2006, p. 68.
4. ↑  Moreno Gómez, 2008, p. 60.
5. ↑  Moreno Gómez, 2008, pp. 62-65.
6. ↑  Thomas, 1976, p. 248.
7. ↑  Reig Tapia, 1983, p. 724.
8. ↑  Preston, 2013, p. 237.
9. ↑  Thomas, 1976, p. 413.
10. ↑  Preston, 2013, p. 238.
11. 1 2  Ring, Salkin y La Boda, 1995, p. 158.
12. ↑  Thomas, 1976, p. 564.
13. ↑  BOE núm. 327 (23 de noviembre de 1941)